# Generali Ladies Linz 2000
Il Generali Ladies Linz 2000 è stato un torneo di tennis giocato sul sintetico indoor. È stata la 14ª edizione del Generali Ladies Linz, che fa parte della categoria Tier II nell'ambito del WTA Tour 2000. Si è giocato a Linz, in Austria, dal 16 al 22 ottobre 2000.

## Campionesse

### Singolare
Lindsay Davenport ha battuto in finale  Venus Williams con il punteggio di 6–4, 3–6, 6–2

### Doppio
Amélie Mauresmo /  Chanda Rubin hanno battuto in finale  Ai Sugiyama /  Nathalie Tauziat con il punteggio di 6–4, 6–4